# Amdo

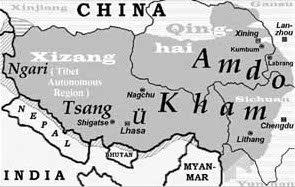
Historyczny obszar Tybetu

Amdo (tyb.: ཨ༌མདོ, Wylie: a mdo, ZWPY: Amdo; chiń. 安多; pinyin Ānduō) – historyczny region Tybetu, obejmujący terytoria na wschód od Wyżyny Tybetańskiej i na południe od jeziora Kuku-nor. Obejmuje południową część dzisiejszej prowincji Qinghai i północno-wschodnią część Tybetańskiego Regionu Autonomicznego. Amdo jest krainą górzystą, położoną około 5000 m n.p.m.
Z prowincji Amdo pochodzi XIV Dalajlama, Tenzin Gjaco. 